# Atypophthalmus perreductus
Atypophthalmus perreductus är en tvåvingeart som först beskrevs av Alexander 1941.  Atypophthalmus perreductus ingår i släktet Atypophthalmus och familjen småharkrankar. Inga underarter finns listade i Catalogue of Life.